# Литікова Олександра Іванівна
Олександра Іванівна Литікова (12 листопада 1912 — 2 листопада 1989) — передовик радянського сільського господарства, доярка колгоспу імені Сталіна Луховицького району Московської області, Герой Соціалістичної Праці (1949).

## Біографія
Народилася в 1912 році в селі Дедіново Зарайського повіту Рязанської губернії в селянській родині. Завершивши навчання в початковій школі, з 14-ти років працевлаштувалася в місцевий радгосп "Червона Заплава" в польову бригаду, а потім стала працювати дояркою. 
З 1938 року працювала в колгоспі імені Сталіна, дояркою в пологовому відділенні. На початку війни була спрямована на будівництво оборонних споруд на підступах до Москви, потім працювала в тилу. Після повернення колгоспного стада з евакуації в 1944 році продовжила роботу дояркою в колгоспі імені Сталіна.
У січні 1946 року в її групі було 18 корів, вона була відзначена як краща доярка району на бюро райкому партії. У 1948 році від восьми корів Литікова отримала 5716 кг молока в середньому за рік від однієї корови. Деякі давали більше 6000 кілограмів молока. 
«За отримання високої продуктивності тваринництва в 1948 році», указом Президії Верховної Ради СРСР від 24 червня 1949 року Олександрі Іванівні Литіковій присвоєно звання Героя Соціалістичної Праці з врученням ордена Леніна і медалі «Серп і Молот».
Продовжувала й надалі працювати у сільському господарстві. 
Проживала у рідному селі Дедіново. Померла 2 листопада 1989 року. Похована на сільському кладовищі.

## Нагороди
- золота зірка «Серп і Молот» (24.06.1949)
- орден Леніна (24.06.1949)
- Орден Трудового Червоного Прапора (22.03.1966)
- Медаль «За оборону Москви»
- інші медалі.
- Майстер високої культури тваринництва (1967).